# Gaetano Di Maio
Gaetano Di Maio (Napoli, 18 agosto 1927 – Napoli, 24 marzo 1991) è stato un commediografo e poeta italiano.

## Vita e opere
Figlio d'arte di Oscar Di Maio e dell'attrice Margherita Parodi, Gaetano si trovò, giovanissimo, a dover sostituire il padre venuto a mancare prematuramente. Il fratello, Edoardo è scrittore e poeta, le sorelle Olimpia e Maria, attrici. Studioso di filosofia e di letteratura, esordì nel 1948 con Core 'e zingara. Nel 1962 la sua commedia Avendo potendo pagando fu interpretata da Nino Taranto e negli anni successivi, sempre per lui, Di Maio scrisse la serie televisiva Michele Settespiriti, prodotta dalla Rai.
Dal 1972, con la commedia La fortuna ha messo gli occhiali, ebbe inizio la sua collaborazione con la compagnia stabile del Teatro Sannazaro di Napoli. Fra i titoli: Mpriesteme a mugliereta, È asciuto pazzo 'o parrucchiano, che traeva origine dal precedente lavoro Nu paese mmieze 'e guaie, Madama Quatte solde, Arezzo 29 in tre minuti (o Arezzo 29, in breve), Il morto sta bene in salute e Ce penza mammà.
Le sue opere sono state interpretate, fra gli altri, da, Ugo D'Alessio, Luisa Conte, Pietro De Vico, Carlo Taranto, Gennarino Palumbo, Rosalia Maggio, Enzo Cannavale, Giacomo Rizzo, Marina Confalone, Antonio Merone e, a Parigi, da Jacques Fabri.
Di Maio si cimentò anche nella riscrittura di testi classici, come con Lisistrata, ovvero "o sciopero de mugliere", rappresentata nel 1983 al Teatro Grande di Pompei, Le donne al parlamento di  Aristofane e Le furberie di Scapino di Molière, che fu rappresentata col titolo Le trovate di Minichiello. Fu pubblicata postuma, nel 1994, la raccolta di poesie in lingua, trovate dal nipote Ernesto Paolozzi, Verranno amici, curata da Giuseppe Di Costanzo.

## Commedie
- Il banchetto, Gaetano Di Maio e Nino Taranto (1960)
- Avendo potendo pagando, Gaetano Di Maio (1962)
- La fortuna ha messo gli occhiali, Gaetano Di Maio (1972)
- Nu paese mieze 'e guaie, Gaetano di Maio (1973)
- Mpriesteme a mugliereta, Gaetano Di Maio e Nino Masiello (1973)
- Madama quatte solde, Gaetano Di Maio e Nino Masiello (1974)
- Il morto sta bene in salute, Gaetano Di Maio (1975)
- Don Pasca' fa acqua 'a pippa, Gaetano di Maio (1975)
- Scarpe doppie e cerevelle fine, Gaetano Di Maio (1976)
- 'A verità è zoppa 'e solde so' ciunche e 'a fortuna è cecata, Gaetano Di Maio (1977)
- Donna Chiarina pronto soccorso, Gaetano Di Maio (1978)
- Mettimmece d'accordo e ce vattimmo, Gaetano Di Maio (1979)
- Arezzo 29 in tre minuti, Gaetano Di Maio (1980)
- Nu bambiniello e tre San Giuseppe, Gaetano Di Maio e Nino Masiello (1981)
- Letizia Corallo con madre a carico, Gaetano Di Maio (1982)
- Lisistrata, Gaetano Di Maio da Aristofane (1983)
- Le donne al parlamento, Gaetano Di Maio da Aristofane (1984)
- Don Pascà passa 'a vacca e fa acqua 'a pippa, Gaetano Di Maio da Antonio Petito (1984)
- Le trovate di Menechiello, Gaetano Di Maio da Molière (1984)
- Gennaro Belvedere testimone cieco, Gaetano Di Maio (1985)
- Angelarosa Schiavone, Gaetano Di Maio (1987)
- 14 'o pittore e 22 'a pazza, Gaetano Di Maio (1988)
- È asciuto pazzo 'o parrucchiano (riadattamento di Nu paese mieze 'e guaie), Gaetano Di Maio (1989)
- Muglierema è zetella, Gaetano Di Maio, da Eduardo Rescigno (1990)
- Ce penza mammà, Gaetano Di Maio (1990)
- Un napoletano al di sopra di ogni sospetto, Gaetano Di Maio (1990)
- Petito story, Gaetano Di Maio (1990)

## Prosa televisiva Rai
- Michele Settespiriti, regia di Giuseppe Di Martino (trasmessa nel 1964)